# Tor Troéng
Tor Troéng, född 25 januari 1983, är en svensk MMA-utövare. Han är civilingenjör och är anställd som forskningsassistent vid Umeå universitet. Troéng tävlar för kampsportsklubben Renyi från Umeå. Troéng har bland annat tävlat i de svenska organisationerna The Zone FC och Superior Challenge samt i den internationella organisationen K-1. Troéng tävlar för Umeå i TV4:s sommartävling Postkodkampen. 
På Superior Challenge 6 den 29 oktober 2010 skulle Troéng möta Murilo Bustamante, före detta mellanviktsmästare i UFC. Den 18 oktober offentliggjorde Superior Challange att Bustamante skadat sig och inte kunde gå matchen mot Troéng. Istället mötte han Thales Leites, och förlorade via submission.
Under 2012 deltog Troéng i dokusåpan The Ultimate Fighter säsong 17, en serie som började sändas i januari 2013. I vilken han förlorade på TKO mot Josh Samman. Tor har sedan dess gått tre matcher i UFC och i augusti blev det klart att han skulle gå sin fjärde match i organisationen, då han möter Krzysztof Jotko vid "UFC Sweden 3" (UFC: Fight Night 53) den 4 oktober 2014.
Troéng förlorade mötet via ett enhälligt domslut, och funderar på att lägga handskarna på hyllan efter att ha förlorat tre raka matcher i UFC.
Den 22 oktober 2014 meddelar Tor Troeng att han lägger handskarna på hyllan. 